# ان توی
ان توی (به لاتین: An Thủy) یک منطقهٔ مسکونی در ویتنام است که در استان کوانگ‌بن واقع شده‌است.